# Scott Sinclair
Scott Andrew Sinclair (Bath, 25 de março de 1989) é um futebolista inglês que atua como ponta-esquerda. Atualmente está sem clube.

## Carreira
Ex-jogador do Chelsea, em agosto de 2010 foi negociado em definitivo como Swansea City, assinando contrato por três anos, custando cerca de 500 mil libras, podendo chegar a um milhão dependendo do seu desempenho no clube, um valor extremamente baixo para os padrões do futebol atual. Contratado por um preço baixo, Sinclair surpreendeu e rapidamente tornou-se um dos principais jogadores do Swansea, sendo um dos destaques na boa campanha da Premier League 2011-12, na qual a equipe foi a sensação do campeonato. Em agosto de 2012, disputou também os Jogos Olímpicos de Londres, defendendo a Seleção Britânica.
Ao fim da temporada 2011–12, após a surpreendente campanha com o Swansea, despertou o interesse dos grandes clubes do país. No dia 31 de agosto de 2012, foi oficializada sua contratação pelo Manchester City.